# Trận Perryville
Trận Perryville, hay còn gọi là trận Chaplin Hills, diễn ra ngày 8 tháng 10 năm 1862 tại Chaplin Hills, phía tây Perryville, Kentucky, là đỉnh cao chiến dịch tấn công Kentucky của phe miền Nam trong Nội chiến Hoa Kỳ. Quân đội miền Nam thuộc Binh đoàn Mississippi do tướng Braxton Bragg chỉ huy đã giành được thắng lợi về mặt chiến thuật trước một quân đoàn đơn lẻ thuộc Binh đoàn Ohio của thiếu tướng Don Carlos Buell, tuy nhiên trận đánh này vẫn được xem như một chiến thắng chiến lược của miền Bắc, và hay được gọi với cái tên Trận chiến giành Kentucky, do Bragg đã phải rút lui về Tennessee ngay sau đó. Quân miền Bắc giữ được quyền kiểm soát bang giáp ranh quan trọng Kentucky trong suốt phần còn lại của chiến tranh.
Ngày 7 tháng 10, quân của Buell trên đường truy kích Bragg đã chia làm 3 đạo kéo về tập trung tại thị trấn đầu mối nhỏ Perryville. Các lực lượng miền Bắc đầu tiên đụng độ lẻ tẻ với kỵ binh đối phương tại Springfield Pike trước khi chiến cuộc mở rộng tại đồi Peters Hill, khi bộ binh miền Nam tới nơi. Cả hai bên đều quyết giành cho được nguồn nước sạch. Ngày hôm sau, lúc bình minh, chiến sự lại nổ ra quanh khu vực Peters Hill khi một sư đoàn miền Bắc tiến lên đỉnh đồi, đóng lại ngay trước trận tuyến quân miền Nam. Quá trưa, một sư đoàn miền Nam tấn công và đẩy lui quân đoàn I của thiếu tướng Alexander M. McCook bên sườn trái quân miền Bắc. Khi có thêm nhiều sư đoàn miền Nam đến tham chiến, quân miền Bắc vẫn ngoan cường cố thủ và tổ chức phản công, nhưng cuối cùng lại phải rút lui sau khi có vài đơn vị bị đánh tan.
Buell, lúc này ở cách chiến trường nhiều dặm, nên không biết rằng một trận chiến lớn đang diễn ra và không điều một đội quân dự bị nào tới mặt trận cho đến tận chiều tối ngày hôm ấy. Quân miền Bắc bên sườn phải với 2 lữ đoàn tăng viện đã ổn định được trận tuyến và cuộc tấn công của miền Nam bị chặn đứng. Sau đó, 3 trung đoàn miền Nam đã công kích vào sư đoàn miền Bắc tại Springfield Pike nhưng bị đánh lui và phải rút lui về Perryville. Quân miền Bắc liền truy kích, và giao tranh tiếp tục diễn ra trên các đường phố cho đến tận đêm. Lúc này, quân tăng viện miền Bắc đang đe dọa cánh trái của miền Nam. Bragg, bị thiếu nhân lực và trang bị, đã phải rút đi trong đêm, và tiếp tục chạy qua ngả Cumberland Gap để trở về Đông Tennessee.
Xét theo con số thương vong trong tổng số quân tham chiến của các binh đoàn thì Perryville là một trong những trận đẫm máu nhất của cuộc chiến. Đây cũng là trận đánh lớn nhất diễn ra trong lãnh thổ bang Kentucky của Nội chiến Hoa Kỳ.